# Амрапали
Амрапали (пали: Ambapālika) — знаменитая нагаравадху (царская куртизанка), жившая в древней Индии в республике Вайшали примерно в 500 годах до н. э. Упоминается в Палийском каноне. Согласно буддийским текстам она подарила Будде манговую рощу, Амбапаливану, в которой он давал наставления.
Амбапали получила своё имя («амба» — манго и «пали» — линия или мост) благодаря необычным обстоятельствам своего рождения: садовник, ухаживавший за садом правителя Личави в Вайшали, нашёл под манговым деревом маленькую девочку. Она выросла и превратилась в прекрасную девушку, за которой стали ухаживать несколько принцев правящего клана. Они решили, что она будет принадлежать им всем вместе и Амбапали стала придворной куртизанкой. Она обладала добрым нравом и тратила много денег на благотворительность, став некоронованной царицей аристократической республики. Слава о прекрасной Амбапали достигла царства Магадхи. Царь Бимбисара встретился с ней и она родила ему сына, который впоследствии стал монахом по имени Вимала Конданнья и достиг архатства.
В Махапариниббана сутте рассказано о том, как во время своего последнего путешествия пред паринирваной Будда остановился в манговой роще Амбапали и прочёл её длинную проповедь о Дхамме. Она пригласила его с монахами на следующий день для совершения подношения. Царевичи Личави хотели перекупить у неё почётное право принять Будду с общиной за большую сумму, но она отказалась. В качестве подношения она подарила свою манговую рощу.
Позднее, услышав проповедь своего сына она стала последовательницей Будды. В качестве объекта для медитации она выбрала собственное тело и размышляла о непостоянстве и страдании. Её стихи вошли в Тхеригатху и Ападану:
Раньше моя кожа сияла,
Как хорошо отполированный лист золота.
А сейчас она вся в морщинах.
Именно об этом предупреждал Возвестивший Истину.Тхеригатха 252-270.
В сопровождении множества живых существ
Я отреклась от мира и обрела прибежище в учении Победителя.
Я достигла несокрушимого состояния ума,
Я настоящая дочь БуддыАпадана 4:9, 213-215
История Амбапали была экранизирована в 1945 и 1966 году, в 2002 году был снят одноимённый сериал. Амрапали является одним из действующих персонажей сериала, посвящённого жизни Будды.